# Marta Galimany Guasch
Marta Galimany i Guasch (Valls, 5 d'octubre de 1985) és una corredora de llarga distància especialitzada en la marató. Competeix pel Futbol Club Barcelona. La seva parella i entrenador és Jordi Toda.
El 2018, tant Carles Castillejo com Marta Galimany van ser seleccionats per la Reial Federació Espanyola d'Atletisme per competir als Campionats del Món de Mitja Marató, amb cinc esportistes més, que s'havien de celebrar a València a finals d'aquest any. Tot i això, dos dies abans de la cursa, es va anunciar que la federació es va equivocar amb la interpretació de les regles d'aquests campionats i que l'esdeveniment només acceptava 5 atletes per nació. Per tant, els dos esportistes van ser expulsats de la selecció nacional i no van poder competir en el cas, cosa que va provocar una gran polèmica.
El febrer de 2020 a Sevilla es convertí en la campiona d'Espanya de marató aturant el cronòmetre en 2:29:02.
El 2021 participà en marató en els seus primers Jocs Olímpics a Tòquio 2020 on finalitzà 37a.
El 4 de desembre de 2022 aconsegueix el rècord espanyol de marató en batre per trenta-set segons la marca d'Ana Isabel Alonso del 1995; ara el temps és de 2.26.14.

## Assoliments
| 2016 | Campionat del món de mitja marató | Cardiff    | 53a | Mitja marató | 1:15:37  |       |
| 2018 | Jocs Mediterranis                 | Tarragona  | 2a  | Mitja marató | 1:15:16  |       |
| 2018 | Campionat d'Europa                | Berlín     | 24a | Marató       | 2:38:25  |       |
| 2019 | Campionat del món                 | Doha       | 16a | Marató       | 2:47:45  |       |
| 2020 | Campionat d'Espanya de Marató     | Sevilla    | 1a  | Marató       | 2:29:02  | [ 4 ] |
| 2020 | Campionat del món de mitja marató | Gdynia     | 33a | Mitja Marató | 1:11:08  |       |
| 2021 | Copa d’Europa de 10.000m          | Birmingham | 24a | 10.000m      | 34:05:69 |       |
| 2021 | Jocs Olímpics                     | Tòquio     | 37a | Marató       | 2:35:39  | [ 5 ] |
| 2022 | Campionat Iberoamericà            | La Nucía   | 3a  | Mitja Marató | 1:13:23  |       |
| 2022 | Campionat d'Europa                | Munich     | 11a | Marató       | 2:31:14  |       |
| 2023 | Campionat del món                 | Budapest   | 38a | Marató       | 2:37:10  |       |

## Millors temps personals
A l'aire lliure
- 3.000 metres - 9:31.07 (Durango 19-05-2018)
- 5.000 metres - 16:15.16 (Pamplona 27-07-2019)
- 10.000 metres - 33:11.41 (Torrevieja 10-04-2021)
- 10 km - 32:29 (Barcelona 31-12-2021)
- Una hora (pista) - 17.546m NR (Brussel·les, 04-09-2020)
- Mitja marató - 1:10:45 (València, 22-10-2023)
- Marató - 2.26.14 (València 04-12-2022)